# High Precision Event Timer
Unter High Precision Event Timer (HPET) versteht man einen hochpräzisen Zeitgeber in modernen Computern mit x86-Architektur.
Dieser Zeitgeber ist in der Lage, mit einer sehr hohen zeitlichen Auflösung (Quantelung) Interrupts auszulösen. Damit werden Programme in die Lage versetzt, eine Reihe parallel verlaufender Aktionen wie Datenströme besser zu synchronisieren. Verschiedene Multimedia-Anwendungen können mit HPET effektiver arbeiten.
Bis zur Anwendung und dem Einsatz von HPET wurde diese Aufgabe von der Echtzeituhr und einem Timer im Interrupt-Controller erledigt.